# Văn-thù-sư-lợi

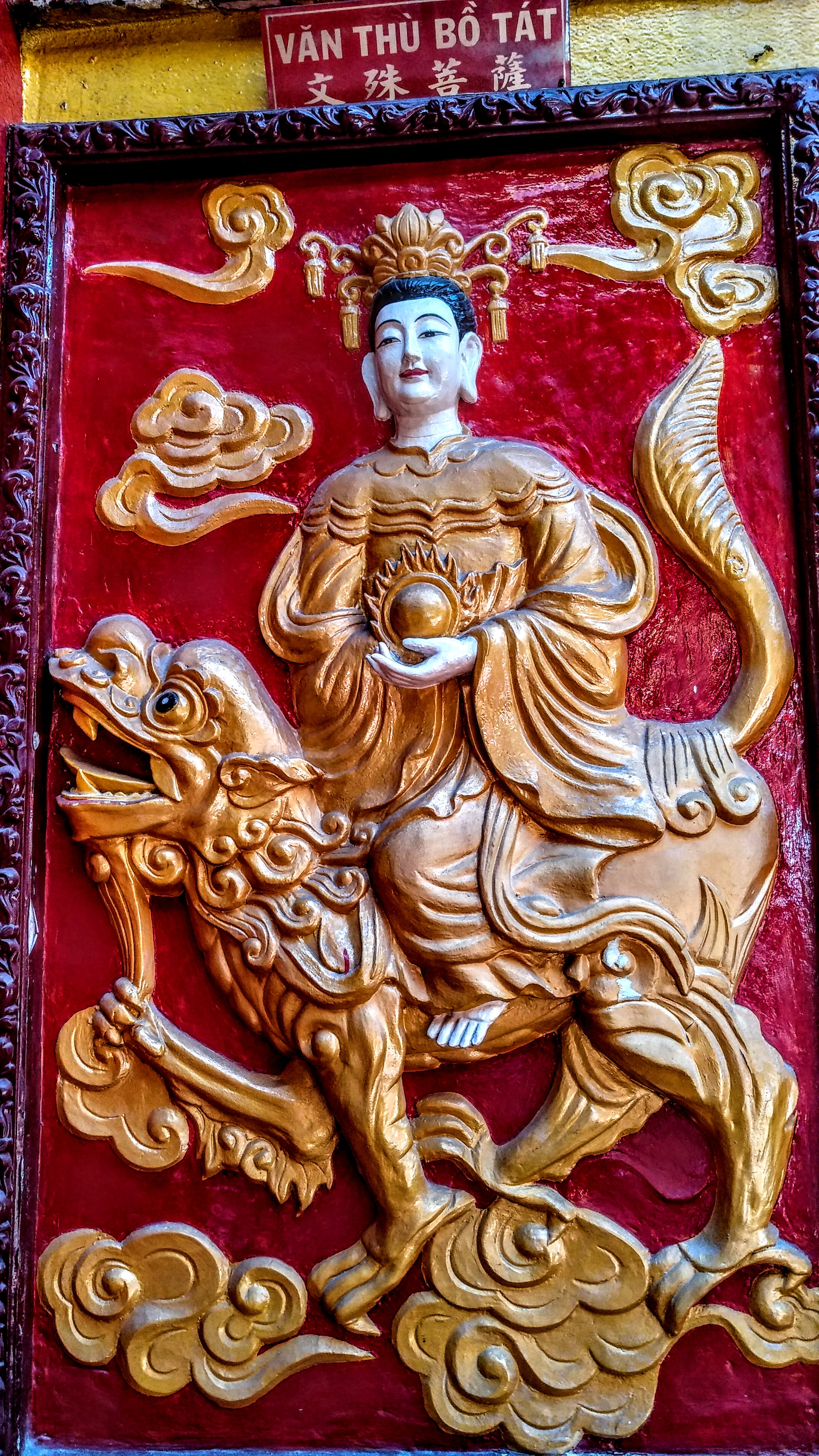
Điêu khắc Văn Thù Bồ Tát ở chùa Quan Âm và Hội quán Ôn Lăng thuộc Quận 5, TP.HCM

Văn-thù-sư-lợi (zh. 文殊師利, sa. mañjuśrī) là tên dịch theo âm, thường được gọi tắt là Văn-thù, dịch nghĩa là Diệu Đức (zh. 妙德), Diệu Cát Tường (zh. 妙吉祥), cũng có lúc được gọi là Diệu Âm (zh. 妙音), dịch từ tên tiếng Phạn là Mañjughoṣa, là một vị Bồ Tát tượng trưng cho trí huệ, một trong những vị Bồ Tát quan trọng của Phật giáo. Lần đầu tiên người ta nhắc đến Văn-thù trong tác phẩm Văn-thù-sư-lợi căn bản nghi quỹ (sa. ārya-mañjuśrī-mūlakalpa) ở thế kỉ thứ 4. Tranh tượng trình bày Văn-thù với lưỡi kiếm và kinh Bát-nhã-ba-la-mật-đa, được vẽ khoảng ngang đầu. Người ta xem đó là biểu tượng trí huệ phá đêm tối của Vô minh. Về sau chúng ta thường thấy Văn-thù cưỡi trên một con sư tử.

## Lịch sử
Trong Phật giáo Tây Tạng, các vị luận sư xuất sắc như Tông-khách-ba thường được xem là hiện thân của Văn-thù (Châu-cô). Dưới tên Diệu Âm (zh. 妙音),"Người với tiếng nói êm dịu", Văn-thù Bồ Tát thường được tán tụng trước khi hành giả nghiên cứu kinh điển, nhất là kinh điển thuộc hệ Bát-nhã-ba-la-mật-đa và học thuyết của Trung quán tông. Văn-thù là vị Bồ Tát tượng trưng cho kinh nghiệm giác ngộ, đạt được bằng phương tiện tri thức.
Văn-thù cũng xuất hiện dưới dạng một Thần thể (sa. iṣṭadevatā, sādhita, bo. yidam) phẫn nộ, có tên gọi là Diêm-mạn-đức-ca –"Người chiến thắng tử thần"(sa. yamāntaka), có dạng vị thần mang đầu bò. Dạng này là Thần thể quan trọng của phái Cách-lỗ tại Tây Tạng.
Theo truyền thống Phật giáo Trung Quốc, Văn-thù được Phật Thích-ca đích thân giao phó việc truyền bá Phật pháp tại đây và Ngũ Đài sơn chính là nơi Bồ Tát thuyết pháp. Vì vậy, Ngũ Đài sơn cũng được xem là trụ xứ của Văn-thù (xem Tứ đại danh sơn). Một thuyết khác bảo rằng, Bồ Tát đã từng xuất hiện tại Trung Quốc trong thế kỉ 1, đời Hán Minh Đế. Câu niệm danh hiệu của vị bồ tát này là:"Nam mô Đại Trí Văn Thù Sư Lợi Bồ Tát".

## Xuất hiện trongTây du ký
- Hồi 23: Tam Tạng không quên đạo, tứ thánh thử lòng thiền
- Hồi 39:
- Hồi 77:

## Hình ảnh

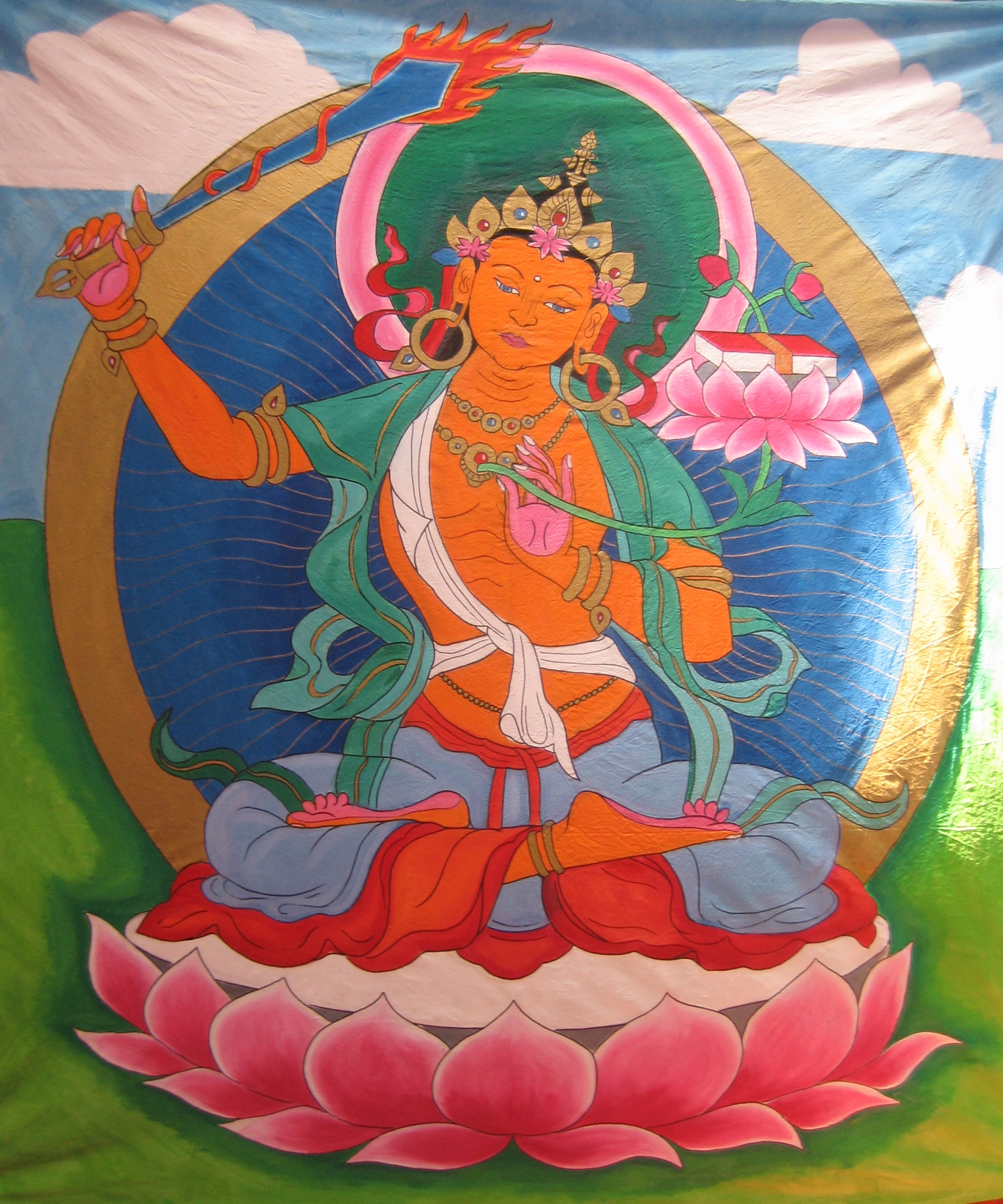
Tranh của Cecilia
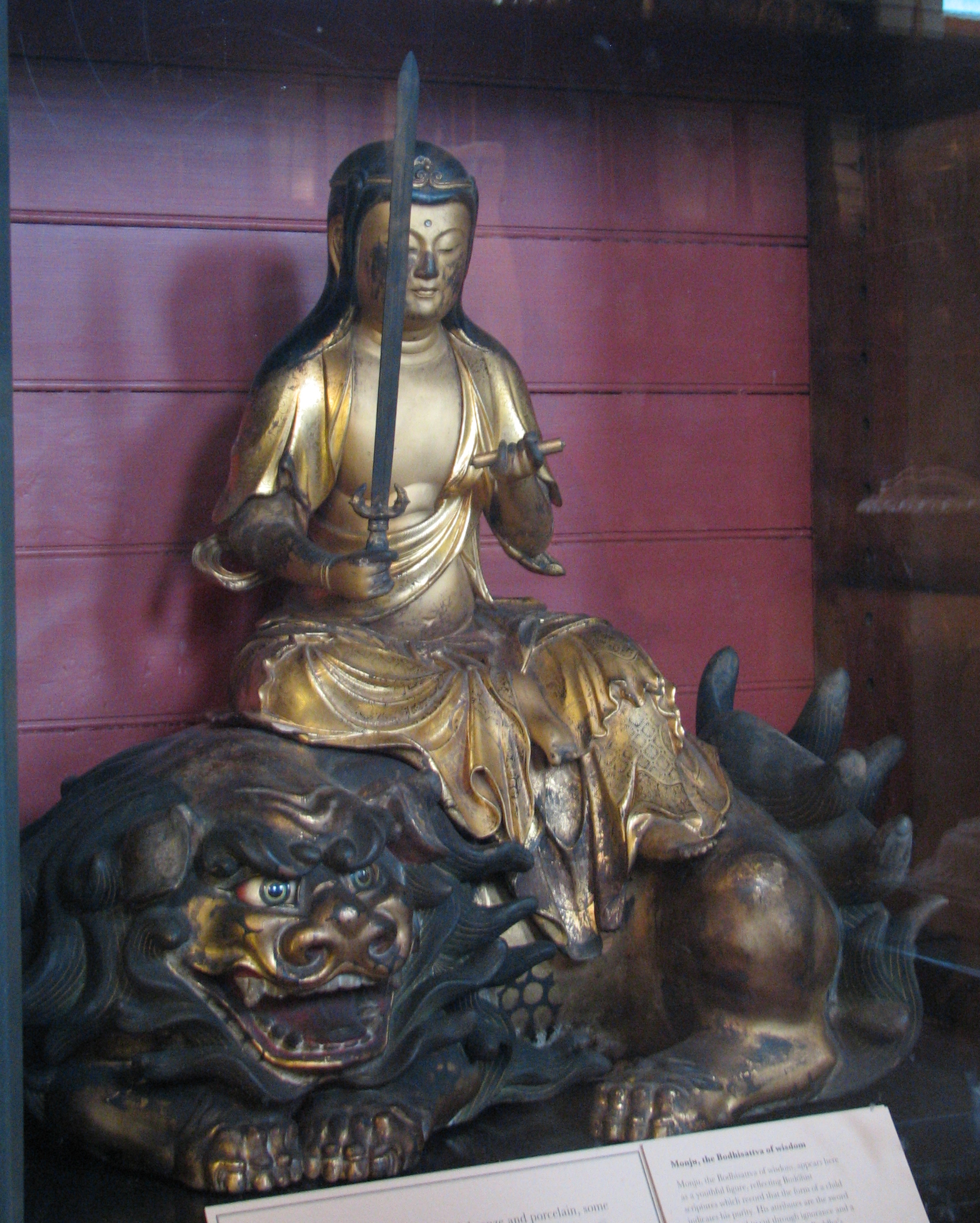
Tượng đồng tại bảo tàng Anh
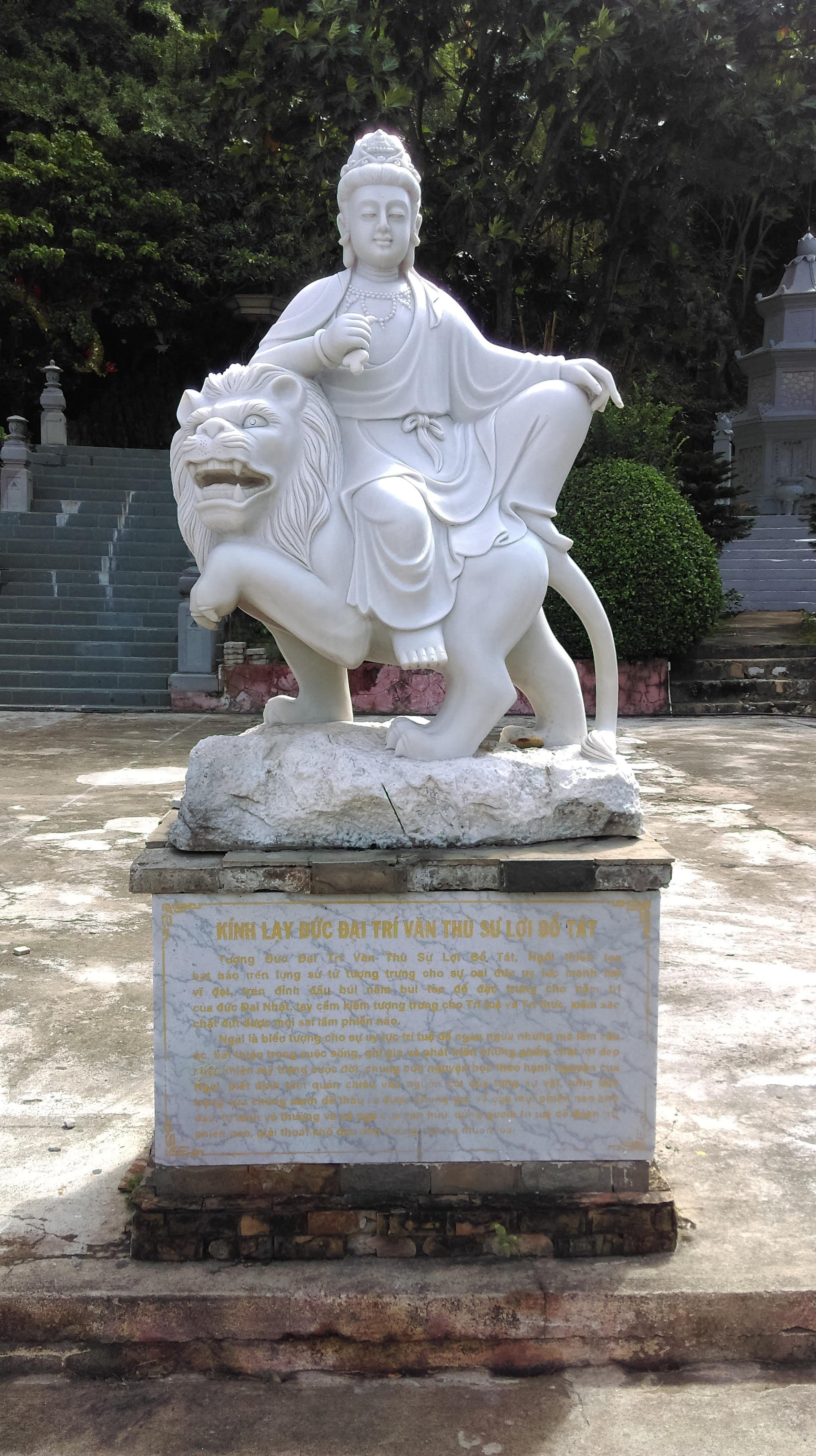
Tượng Văn-thù-sư-lợi tại Chùa Quán Thế Âm, Ngũ Hành Sơn, Đà Nẵng.